# Guillaume Dauture
Guilhem d'Auture, plus couramment appelé Guillaume Dauture, né le 28 juin 1770 à Pontacq dans les Pyrénées-Atlantiques et mort le 12 avril 1820 à Pau, est un général de brigade du Premier Empire.

## Biographie

### Sous la Révolution

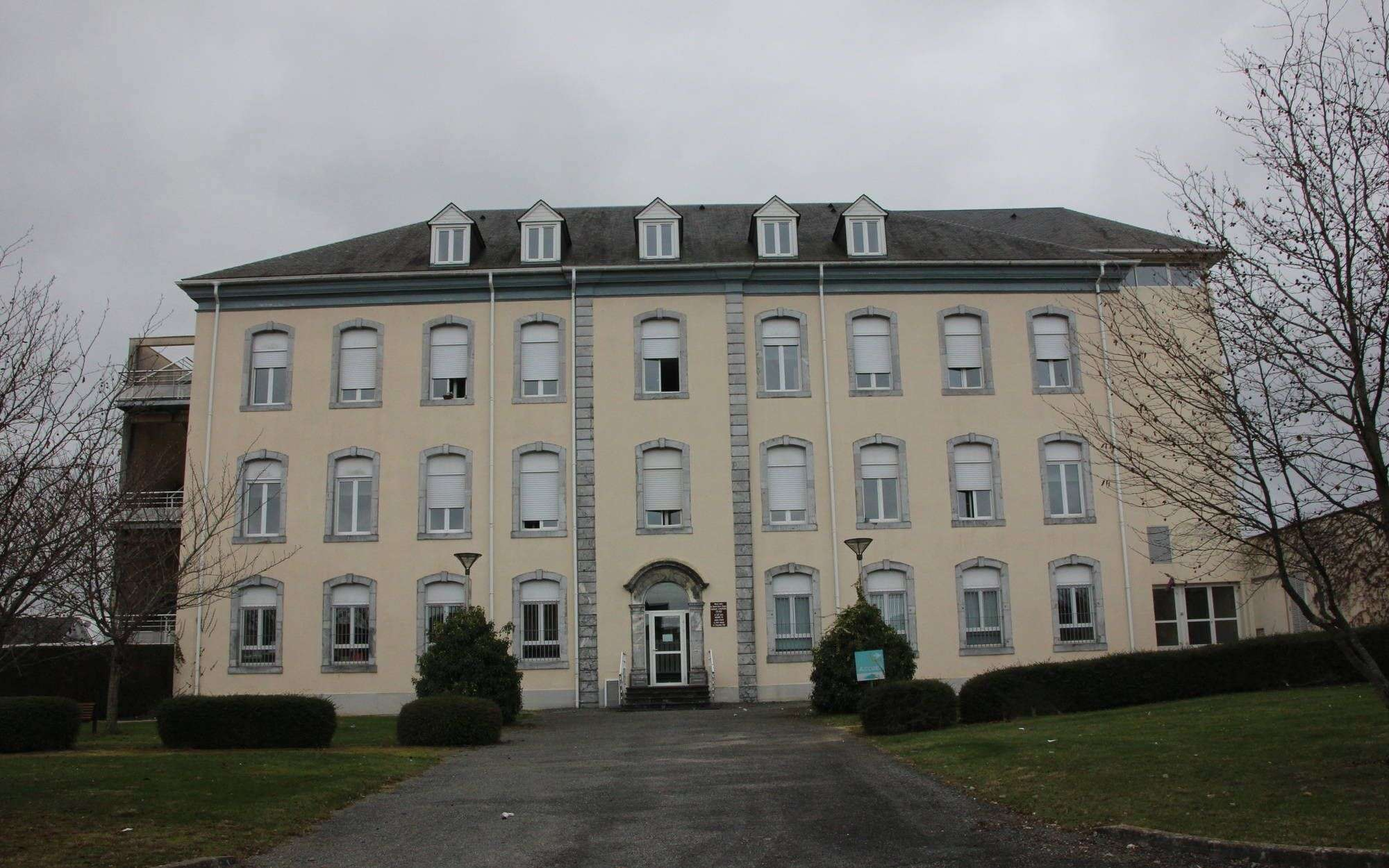
Maison natale du général Guillaume Dauture à Pontacq.

Fils de Pierre d'Auture et de Marie Montastruc, Guillaume Dauture entre au service comme sergent-major le 17 octobre 1791 dans le 1er bataillon de volontaires des Basses-Pyrénées. Ce dernier est incorporé en l'an II dans la 39e demi-brigade de bataille, amalgamée dans l'infanterie de ligne à l'organisation de l'an IV. Il fait les campagnes de 1792 en l'an III à l'armée des Pyrénées orientales, est nommé sous-lieutenant le 26 frimaire an II et se distingue le 30 thermidor suivant en mettant en déroute avec une seule compagnie de grenadiers tout le régiment de gardes wallonnes espagnoles. Il ramène au quartier général 42 officiers prisonniers de guerre. Ce fait d'armes lui vaut l'épaulette de lieutenant le 16 fructidor de la même année. Le 27 brumaire an III, à la tête de sa compagnie, il enlève une redoute armée de huit pièces d'artillerie et défendue par deux bataillons portugais sous les ordres du comte de Crillon, qui lui remet ses drapeaux. Capitaine le 16 floréal suivant, il repousse vigoureusement les charges d'un escadron des gardes du roi d'Espagne et lui inflige de lourdes pertes.
Passé à l'armée d'Italie, Dauture prend part aux guerres des ans IV et V et se signale à la bataille de Millesimo et à l'affaire du pont de Barzanne. Au combat du faubourg de Saint-Georges, sous Mantoue, il entre un des premiers dans la redoute qui en défend l'approche et contribue à faire mettre bas les armes à un régiment de cuirassiers et à deux escadrons de hussards autrichiens. Dans ces différentes actions, il reçoit trois coups de feu au bras droit, à la poitrine et à la tête. À la bataille d'Arcole, il a la cuisse droite traversée par un coup de feu. Nommé sur le champ de bataille chef de bataillon à la 40e demi-brigade d'infanterie de ligne, le Directoire le confirme dans ce grade le 3 nivôse an V. Il sert ensuite à l' armée d'Angleterre pendant les ans VI et VII, puis retourne en l'an VIII à l'armée d'Italie. Au passage du grand Saint-Bernard, il emporte d'assaut avec son bataillon la place d'Ivrée. À Romano, il parvient à repousser seul plusieurs charges de la cavalerie adverse et à Casteggio, il fait preuve de bravoure si bien que le major général Berthier le rend l'objet d'un rapport spécial. Lors de la bataille de Marengo, il reçoit un coup de feu à l'aine droite avant d'être félicité par le général Lannes pour sa conduite au passage du Mincio.

### Du major d'infanterie au général d'Empire
Le gouvernement consulaire l'emploie à l'armée de l'Ouest pendant les ans X et XI puis à celles des côtes de Bretagne de l'an XII jusqu'en 1806. Major du 47e régiment d'infanterie de ligne le 30 frimaire an XII et membre de la Légion d'honneur le 4 germinal suivant, l'Empereur l'attache en 1807 au camp volant de Napoléonville. Dauture fait les campagnes de 1808 à 1814 en Espagne et au Portugal. Le 29 mars 1809, au cours de la bataille d'Oporto, il enlève les batteries du centre avec quatre compagnies de voltigeurs du 47e, traverse la ville, s'empare du pont sur le Douro et reçoit un coup de sabre sur la figure dans une charge faite par un régiment de dragons britanniques. Le 11 mai, il couvre la retraite de l'avant-garde de l'armée poursuivie par les troupes britanniques pendant dix lieues. 
Napoléon le récompense de ses services en le nommant colonel du 9e d'infanterie légère le 10 février 1810, officier de la Légion d'honneur le 6 août 1811 et baron de l'Empire en 1812 (lettres patentes du 3 février 1813). Il reçoit un coup de feu dans la cuisse gauche le 30 juillet 1813 en avant de Pampelune, où il lutte avec brio, et obtient le grade de général de brigade le 25 novembre de la même année. Le 27 février 1814, il participe à la bataille d'Orthez puis à celle de Toulouse le 10 avril.

### Fin de carrière
Mis en non-activité après l'abdication de l'Empereur, il devient cependant chevalier de Saint-Louis le 19 juillet et commandeur de la Légion d'honneur le 27 décembre 1814. Remis en activité lors du retour de l'Empereur, il est replacé en demi-solde à la rentrée des Bourbons et fait partie du cadre de l'état-major à l'organisation du 30 décembre 1818. Le baron Dauture meurt à Pau le 12 avril 1820.
Le mémorialiste Félix Girod de l'Ain écrit à propos de Dauture : 

« Gascon, qui par ses qualités comme par ses défauts, pouvait passer pour un vrai type de caractère attribué, de tous temps, aux gens de son pays : esprit vif et railleur, volonté décidée et quelquefois par trop impérieuse, bon convive et galant, quoique l'abus du plaisir eût visiblement altéré sa santé et creusé sur son visage des rides précoces ; il passait pour un brave soldat devant l'ennemi, ce dont je n'eus par l'occasion de juger par moi-même. »

## Décorations
- Légion d'honneur :
  - Légionnaire le 26 mars 1804
  - Officier le 6 août 1811
  - Commandeur de la Légion d'honneur le 27 décembre 1814
- Chevalier de Saint-Louis le 19 juillet 1814
- Chevalier de l'ordre de l'Épée de Suède.

## Armoiries
| Figure | Blasonnement |
|        | Armes du baron Dauture et de l'Empire D'azur à deux épées en sautoir d'argent ; au comble d'or chargé de trois étoile d'azur ; au franc-quartier des barons militaires. |